# Jump Up Tour
Jum Up Tour – trasa koncertowa Eltona Johna z 1982 r. Trwała od 6 marca do 24 grudnia i objęła Australię, Oceanię, Europę oraz Stany Zjednoczone.

## Program koncertów

### AustraliaiOceania
1. "Funeral For A Friend"/"Love Lies Bleeding"
2. "Captain Fantastic And the Brown Dirt Cowboy"
3. "Gotta Get A Meal Ticket"
4. "Someone Saved My Life Tonight"
5. "Better Off Dead"
6. "Ball And Chain"
7. "Empty Garden"
8. "Goodbye Yellow Brick Road"
9. "Song For Guy"
10. "Nobody Wins"
11. "Elton's Song"
12. "Chloe"
13. "Where To Now St. Peter"
14. "Blue Eyes"
15. "Where Have All The Good Times Gone"
16. "Rocket Man"
17. "Bennie And The Jets"
18. "Teacher I Need You"
19. "All Quiet At The Western Front"
20. "Your Song"
21. "Saturday's Night Alright For Fighting"
22. "Crocodile Rock"
23. "Rock’n’Roll Medley"
24. "Pinball Wizard"

### Europa
1. "Funeral For A Friend"/"Love Lies Bleeding"
2. "All The Young Girls Love Alice"
3. "Captain Fantastic And The Brown Dirt Cowboy"
4. "Someone Saved My Life Tonight"
5. "Better of Dead"
6. "Ball and Chain"
7. "Empty Garden"
8. "Goodbye Yellow Brick Road"
9. "The Bitch Is Back"
10. "Dixie Lilly"
11. "Song For Guy"
12. "Nobody Wins"
13. "Elton's Song"
14. "Where To Now St. Peter"
15. "Blue Eyes"
16. "Where Have All The Good Times Gone"
17. "Rocket Man"
18. "Bennie and the Jets"
19. "Just Like Belgium" (wykonane tylko w Belgii)
20. "Teacher I Need You"
21. "All Quiet at the Western Front"
22. "Your Song"
23. "Saturday's Night Alright for Fighting"
24. "Daniel"
25. "Crocodile Rock"
26. "Sorry Seems To Be The Hardest Word"
27. "Pinball Wizard"
28. "Rock And Roll Medley"

### Ameryka Północna
1. "Funeral For A Friend"/"Love Lies Bleeding"
2. "All The Young Girls Love Alice"
3. "Someone Saved My Life Tonight"
4. "Better Off Dead"
5. "Ball And Chain"
6. "Empty Garden"
7. "Goodbye Yellow Brick Road"
8. "The Bitch Is Back"
9. "Pinball Wizard"
10. "Ticking"
11. "Elton's Song"
12. "Chloe"
13. "Where's To Now St. Peter"
14. "Blue Eyes"
15. "Where Have All The Good Times Gone"
16. "Rocket Man"
17. "Bennie And The Jets"
18. "Teacher I Need You"
19. "Dear John"
20. "Your Song"
21. "Saturday's Night Alright For Fighting"
22. "Daniel"
23. "Crocodile Rock"
24. "Rock And Roll Medley"

### Wielka Brytania
1. "Funeral For A Friend"/"Love Lies Bleeding"
2. "All The Young Girls Love Alice"
3. "Someone Saved My Life Tonight"
4. "Better Off Dead"
5. "Ball And Chain"
6. "Empty Garden"
7. "Goodbye Yellow Brick Road"
8. "The Bitch Is Back"
9. "Pinball Wizard"
10. "Song For Guy"
11. "Elton's Song"
12. "Chloe"
13. "Where To Now St. Peter"
14. "Blue Eyes"
15. "Where Have All The Good Times Gone"
16. "Rocket Man"
17. "Bennie And The Jets"
18. "All Quiet On The Western Front"
19. "Your Song"
20. "Saturday's Night Alright For Fighting"
21. "Daniel"
22. "Crocodile Rock"
23. "Don't Go Breaking My Heart"
24. "Rock And Roll Medley"

## Lista koncertów

### Australia i Oceania
- 6 marca – Auckland, Nowa Zelandia – Western Springs Stadium
- 10 marca – Wellington, Nowa Zelandia – Athletic Park
- 16-21 marca – Sydney, Australia – Hordern Pavillion
- 23 i 24 marca – Brisbane, Australia – Brisbane Festival Hall
- 29 i 30 marca – Brisbane, Australia – Melbourne Festival Hall
- 3 kwietnia – Adelaide, Australia – Memorial Drive Park
- 7 kwietnia – Perth, Australia – Entertainment Centre

### Europa
- 30 kwietnia – Sztokholm, Szwecja – Hovet
- 2 maja – Helsinki, Finlandia – Helsinki Ice Hall
- 4 maja – Drammen, Norwegia – Drammenshallen
- 5 maja – Göteborg, Szwecja – Scandinavium
- 6 maja – Kopenhaga, Dania – Brøndby Hall
- 8 maja – Rotterdam, Holandia – Ahoy Arena
- 9 i 10 maja – Bruksela, Belgia – Forest National
- 11 maja – Düsseldorf, Niemcy – Phillipshalle
- 12 maja – Hamburg, Niemcy – Alsterdorfer Sportshalle
- 13 maja – Berlin, Niemcy – Deutschlandhalle
- 14 maja – Kolonia, Niemcy – Sporthalle
- 16 i 17 maja – Paryż, Francja – Bercy
- 18 maja – Frankfurt, Niemcy – Festhalle
- 19 maja – Saarbrücken, Niemcy – Saarlandhalle
- 20 maja – Basel, Szwajcaria – St. Jakobshalle
- 21 maja – Ludwigshafen, Niemcy – Ludiwgshafen Sportshalle
- 23 maja – Monachium, Niemcy – Olympiahalle
- 25 maja – Lyon, Francja – Halle Tony Garnier
- 26 maja – Awinion, Francja – Parc des Exposition
- 27 maja – Touluse, Francja – Palais des Sports
- 28 maja – Bordeaux, Francja – Palais des Sports
- 29 maja – Nantes, Francja – Palais des Sports de Beaulieu
- 30 maja – Lille, Francja – Palais des Sports

### Ameryka Północna
- 12 czerwca – Morrison, Kolorado, USA – Red Rocks Amphitheatre
- 17 czerwca – San Francisco, Kalifornia, USA – Bill Graham Civic Auditorium
- 18 czerwca – Berkeley, Kalifornia, USA – Hearst Greek Amphitheatre
- 19 czerwca – Irvine, Kalifornia, USA – Irvine Meadows Amphitheatre
- 25-27 czerwca – Los Angeles, Kalifornia, USA – Hollywood Bowl
- 29 czerwca – Phoenix, Arizona, USA – Compton Theatre
- 2 lipca – Little Rock, Arizona, USA – Barton Coliseum
- 5 lipca – St. Louis, Missouri, USA – Mississippi River
- 7 lipca – Kansas City, Missouri, USA – Starlight Theatre
- 8 lipca – Omaha, Nebraska, USA – Omaha Civic Auditorium
- 10 i 11 lipca – Chicago, Illinois, USA – Poplar Creek Music Theater
- 13 lipca – Cuyahoga Falls, Ohio, USA – Blossom Music Center
- 15-17 lipca – Clarkston, Michigan, USA – Pine Knob Music Theatre
- 18 lipca – Indianapolis, Indiana, USA – Indiana Convention Center
- 20 lipca – Atlanta, Georgia, USA – Omni Coliseum
- 21 lipca – Largo, Maryland, USA – Capital Centre
- 22 i 23 lipca – Columbia, Maryland, USA – Merriweather Post Pavillion
- 25 lipca – Saratoga Springs, Saratoga, USA – Saratoga Performings Arts Center
- 27 lipca – Filadelfia, Pensylwania, USA – Mann Music Center
- 29 lipca – Toronto, Kanada – Maple Leaf Gardens
- 30 lipca – Ottawa, Kanada – Ottawa Civic Centre
- 3 sierpnia – Boston, Massachusetts, USA – Boston Garden
- 4-6 sierpnia – New York City, Nowy Jork, USA – Madison Square Garden

### Wielka Brytania
- 2 i 3 listopada – Newcastle, Anglia – Newcastle City Hall
- 4 i 5 listopada – Edynburg, Szkocja – Edinburg Playhouse
- 6 listopada – Dundee, Szkocja – Caird Hall
- 7 i 8 listopada – Glasgow, Szkocja – Apollo Theatre
- 10 i 11 listopada – Sheffield, Anglia – Sheffield City Hall
- 13 i 14 listopada – Liverpool, Anglia – Empire Theatre
- 15 i 16 listopada – Blackpool, Anglia – Opera House
- 17-19 listopada – Manchester, Anglia – Manchester Apollo
- 21-23 listopada – Birmingham, Anglia – Birmingham Odeon
- 25 i 26 listopada – Cardiff, Walia – St. David’s Hall
- 27 i 28 listopada – Nottingham, Anglia – Royal Concert Hall
- 3 i 4 grudnia – Bournemouth, Anglia – Winter Gardens
- 5 i 6 grudnia – Southampton, Anglia – Gaumont Theatre
- 7 grudnia – Brighton, Anglia – The Brighton Centre
- 9-24 grudnia – Londyn, Anglia – Hammersmith Odeon

## Muzycy
- Elton John – fortepian, elektroniczne pianino, wokal prowadzący
- Davey Johnstone – gitara elektryczna, chórki
- Dee Murray – gitara basowa, chórki
- Nigel Olsson – perkusja, instrumenty perkusyjne, chórki